# O2 Slovakia
O2 Slovakia — словацька компанія, яка надає послуги мобільного зв'язку в Словаччині.

## Про компанію
Компанія була заснована 2002 року, а самостійну діяльність під назвою Telefónica почала 2007 року. Тоді у неї було 600 тисяч абонентів. Ця цифра зменшилась до 400 тисяч, станом на 2015 рік. На 1 вересня 2015 року у компанії було зареєстровано 1,7 млн. активних SIM-карт.
Компанія є дочірнім підприємством O2 Czech Republic, власником якої є PPF.
Штаб-квартира компанії знаходиться в Братиславі, Словаччина, за адресою Einsteinova 24, SK- 851 01 Bratislava.

## Послуги
O2 Slovakia надає послуги зв'язку в GSM-мережі (частота 900 та 1800 МГц), UTMS (3G) з 7 вересня 2006 року. Використовуються технології фінською компанії Nokia. З 2014 року розвивається її власна 4G мережа на частотах 800 та 1800 МГц. Номери абонентів O2 Slovakia починаються з префіксів 940, 944, 948 та 949. Формат номера: +421 94x yyy yyy, де x — остання цифра префіксу, y — цифра з номера. Також доступні послуги EDGE, HSPDA, HSUPA, LTE.